# Дризуле, Рита
Ри́та Дри́зуле (латыш. Rita Drīzule; 15 августа 1921, Лиелпурви, Латвия  — 11 января 2017, Галгауска, Латвия) — советский и латвийский учёный-фольклорист.

## Биография
Родилась в крестьянской семье. 
В 1946 году окончила Мадонскую среднюю школу, а в 1954 — историко-филологический факультет Латвийского университета. 
С 1954 по 1992 год работала в Академии наук Латвии. 
В 2002 году была удостоена ежегодной Большой фольклорной награды.
Похоронена в Тирзе.

## Научная деятельность
С 1954 года работала как фольклорист в Академии наук Латвии. Участвовала в ежегодных экспедициях по сбору фольклора, исследовала этику, проблемы эстетики и мифологии латышских народных песен. Публиковала статьи и исследования на различные темы фольклора.
Составила следующие сборники народных песен:
- 1970 «Dziedot mūžu nodzīvoju»;
- 1982 «Kad saulīte rotājas»;
- 1994 «Balta gāja sērdienīte»;
- 1989 «Liepu laipa».

Участвовала в составлении сборника «Latviešu tautasdziesmas» («Латышские народные песни») (том 3, 1957). Перевела с немецкого работу X. Биезайса «Seno latviešu galvenās dievietes» («Главные божества древних латышей»).